# Eva LaRue
Eva LaRue (Long Beach, California; 27 de diciembre de 1966) es una modelo y actriz estadounidense, conocida por interpretar a la doctora María Santos Grey en la serie de televisión All My Children y a la investigadora Natalia Boa Vista en CSI: Miami.

## Primeros años
Nació en Long Beach, California, bajo el nombre de Eva Maria LaRuy. En 1985, se graduó de la Norco High School y, poco después, comenzó a modelar, llegando a formar parte de Frederick's of Hollywood.

## Carrera
De 1993 a 1997 y, nuevamente, desde 2002 a 2005, interpretó a la doctora María Santos Grey en All My Children. Por su actuación, recibió el Premio Daytime Emmy en la categoría "mejor actriz de reparto en una serie dramática". En 2004, recibió una nominación en la categoría "mejor canción original" por componer la canción Dance Again with You, utilizada como telón de fondo de una escena del programa.
En 2005, comienza su participación en la serie CSI: Miami, interpretando a la investigadora Natalia Boa Vista.
En julio y septiembre de 2011, volvió a interpretar su papel en All My Children como estrella invitada.

## Filmografía
| Año  | Título                                                          | Rol                                         | Notas          |
| ---- | --------------------------------------------------------------- | ------------------------------------------- | -------------- |
| 1987 | The Barbarians                                                  | Kara                                        |                |
| 1989 | Dangerous Curves                                                | Leslie Cruz                                 |                |
| 1990 | Heart Condition                                                 | Peisha                                      |                |
| 1990 | Crash and Burn                                                  | Parice                                      |                |
| 1991 | Legal Tender                                                    | Newscaster                                  |                |
| 1991 | Ghoulies III: Ghoulies Go to College                            | Erin Riddle                                 |                |
| 1993 | Body of Influence                                               | Cuarta mujer                                |                |
| 1993 | Robocop 3                                                       | Debbie Dix                                  |                |
| 1993 | Mirror Images II                                                | Phyllis                                     |                |
| 1995 | A Dream is a Wish Your Heart Makes: The Annette Funicello Story | Annette Funicello                           | Película de TV |
| 1996 | Remembrance                                                     | Serena Principessa di San Tibaldo Fullerton | Película de TV |
| 1997 | Out of Nowhere                                                  | Denise Johnson                              | Película de TV |
| 1998 | Ice                                                             | Alison                                      | Película de TV |
| 2000 | One Hell of a Guy                                               | Daphne                                      |                |
| 2006 | Cries in the Dark                                               | Carrie                                      | Película de TV |
| 2008 | Lakeview Terrace                                                | Teniente Morgada                            |                |
| 2011 | Grace in Sara                                                   | Dra. Lopez                                  | Cortometraje   |
| 2012 | Family Trap                                                     | Veronica                                    | Película de TV |
| 2012 | Help for the Holidays                                           | Sara Vancamp                                | Película de TV |

| Año                           | Título                      | Rol                    | Notas                                                                        |
| ----------------------------- | --------------------------- | ---------------------- | ---------------------------------------------------------------------------- |
| 1988                          | Santa Barbara               | Margot Collins         | 24 episodios                                                                 |
| 1989                          | Charles in Charge           | Daphne Prentiss        | Episodio: "Chargin' Charles"                                                 |
| 1989                          | Perfect Strangers           | Una estudiante         | Episodio: "Teacher's Pest"                                                   |
| 1989                          | Freddy's Nightmares         | Gina                   | Episodio: "Missing Persons"                                                  |
| 1990                          | Married... with Children    | Carrie                 | Episodio: "Rock and Roll Girl"                                               |
| 1990                          | Dragnet                     | Nancy Moir             | Episodio: "Little Miss Nobody"                                               |
| 1991                          | They Came from Outer Space  | Juanita Gillespie      | Episodio: "Animal Magnetism"                                                 |
| 1991                          | Dallas                      | DeeDee                 | Episodio: "Win Some, Lose Some"                                              |
| 1991                          | The New Adam-12             | Maria                  | Episodio: "Missing"                                                          |
| 1991                          | Candid Camera               | Hostess                |                                                                              |
| 1993                          | Nurses                      | Cindy                  | Episodio: "Super Bowl"                                                       |
| 1993-1997 2002-2005 2010-2011 | All My Children             | Dra. Maria Santos Grey |                                                                              |
| 1997                          | Head Over Heels             | Carmen Montaglio       |                                                                              |
| 1998                          | Diagnosis: Murder           | Kathryn Wately         | Episodio: "Wrong Number"                                                     |
| 1999                          | Soldier of Fortune, Inc.    | Dra. Newman            | Episodio: "Critical List"                                                    |
| 1999                          | Grown Ups                   | Claire                 | Episodio: "J Says"                                                           |
| 1999                          | For Your Love               | Fariba                 | Episodio: "The Girl Most Likely To..."                                       |
| 2000-2001                     | Third Watch                 | Brooke                 | 9 episodios                                                                  |
| 2000-2001                     | Soul Food                   | Josefina Alicante      | 5 episodios                                                                  |
| 2005                          | George Lopez                | Linda Lorenzo          | Episodio: "George Gets Assisterance" Episode: "George's Relatively Bad Idea" |
| 2005                          | Modern Girl's Guide to Life | Talent                 | 5 episodios                                                                  |
| 2005-2012                     | CSI: Miami                  | Natalia Boa Vista      | Recurrente (Season 4), Main (Seasons 5-10)                                   |
| 2013                          | Criminal Minds              | Agente Tanya Mays      |                                                                              |